# 柳井学園高等学校
柳井学園高等学校（やないがくえんこうとうがっこう）とは、山口県柳井市古開作にある私立高等学校。略称は「柳学（りゅうがく）」。

## 沿革

### 年表
- 1919年9月 - 周東実用中学校として創立[1]。
- 1923年
  - 3月17日 - 私立周東中学校の設置認可[2]
  - 4月 - 私立周東中学校として開校
- 1936年
  - 3月31日 - 周東中学校閉校[3]
  - 9月 - 柳井女子商業専修学校設立認可[4]。
- 1944年3月 - 柳井女子商業学校設立認可[4]。
- 1948年4月 - 学制改革により柳井女子商業高等学校設立[4]。
- 1957年1月 - 柳井学園高等学校と改称。
- 2011年 - 第93回全国高等学校野球選手権山口大会で初優勝、春夏通じて初の甲子園出場。

## 著名な卒業生
- 山本和男 - 元プロ野球選手（広島東洋カープ、オリックス・ブレーブス）
- マンガ太郎 - 漫画家、イラストレーター、タレント　※漫☆画太郎とは別人
- 太田忍 - レスリング選手